# 大悲寺 (八大处)
大悲寺位于北京市石景山区八大处公园内，三山庵与龙王堂之间，为八大处第四处，是一座汉传佛教寺院。现为北京市石景山区佛教协会所在地。

## 历史
该寺建于辽金时代（1033年），旧名“隐寂寺”，明朝嘉靖二十九年（1550年）在原有的两层大殿后面新建了大悲阁，供奉观世音菩萨。明世宗嘉靖二十九年碑记：“今隐寂寺者，在都城之西，其地直圆，通翠微之界，山势至此，冈陇盘回，风气郁积，有树木泉源之胜，四方云水缁流，多集其间，寺後有馀地，遂起为大悲阁。”清朝康熙五十一年（1712年）该寺重建，更名为“大悲寺”。乾隆六十年（1795年）重修。
元朝、明朝，该寺为名刹。清朝康熙、乾隆时期香火极盛。康熙帝多次驾临该寺，召见慧灯和尚，并且赐诗、赐“敕建大悲寺”匾额等等。乾隆帝曾赐该寺住持古梅和尚诗。
2009年，八大处公园对大悲寺的修缮完工。此次修缮恢复了药师殿及殿内佛像，自山门殿至药师殿的各殿堂自此完全修复。
2010年12月6日，大悲寺恢复为宗教活动场所，由北京市石景山区佛教协会接管，并派僧人入住管理。大悲寺成为八大处中继灵光寺之后，第二个恢复为宗教活动场所的寺庙。

## 建筑
大悲寺为三进四合，汉传佛教建筑布局。

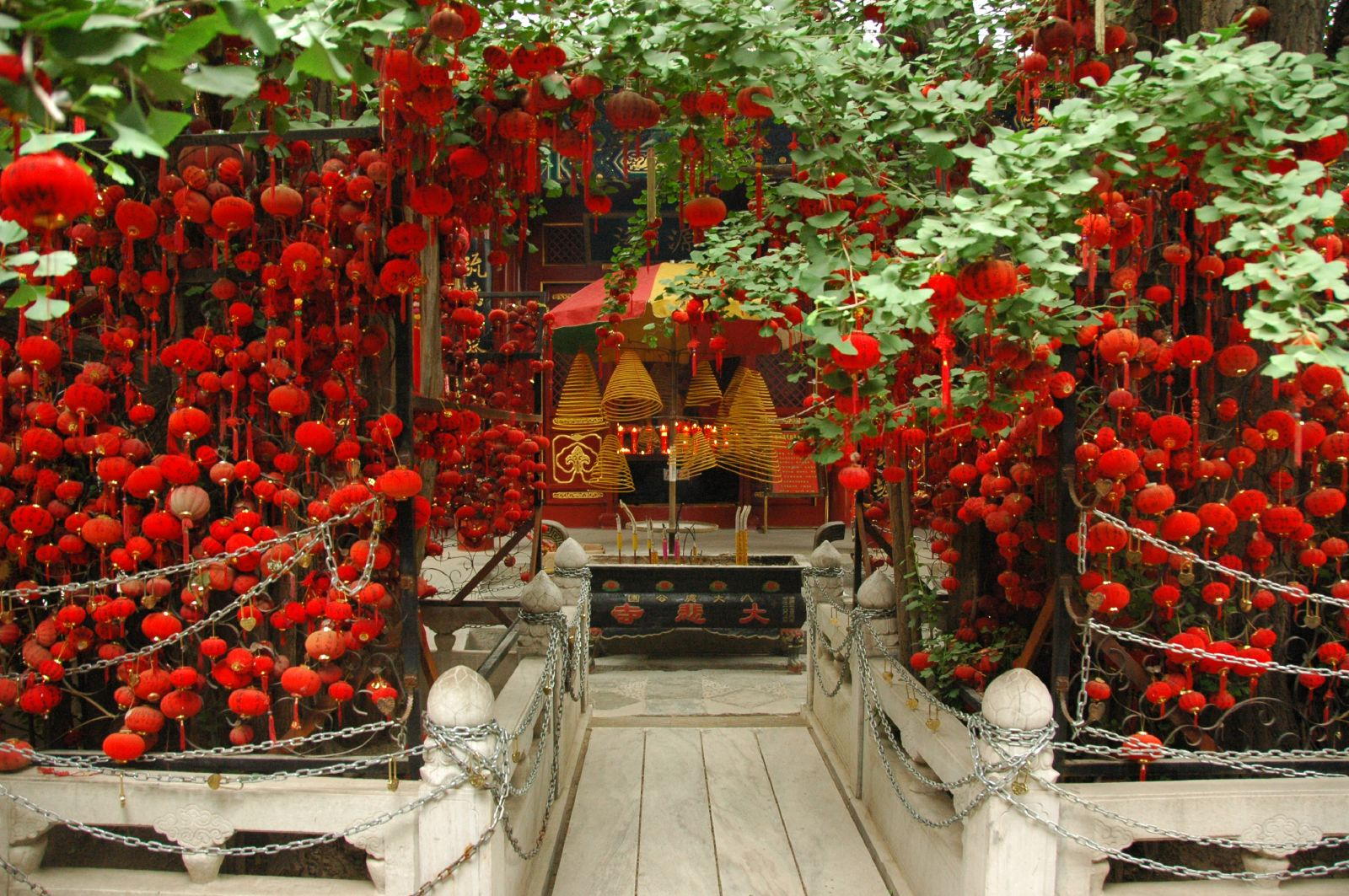
大悲寺观音殿。两侧是两株古银杏，挂满了小红灯笼。

- 山门殿：山门上悬挂清康熙帝御题“敕建大悲寺”匾额。山门前原有东、西两个旗杆，现存夹杆石。两株古楸树在山门外正对山门。山门内正中供奉布袋和尚，两厢供奉四大天王雕塑，布袋和尚背后供奉着韦驮像。[1]
- 大雄宝殿：殿前有明朝古竹两池。门上悬“大雄宝殿”匾额，两旁对联为“渡世有缘皆可渡，禅门无住始为禅”。殿内供奉三世佛，两厢供奉十八罗汉塑像。十八罗汉像塑于元朝大德二年（1298年），形像生动，传说为元朝雕塑家刘元的作品，塑像用檀香末和香沙塑成，散发香气。八大处的佛像在文化大革命中遭到严重破坏，十八罗汉塑像幸免。[1]
- 观音殿：原称“圆通宝殿”，门上悬“悲源海”匾额，两旁对联为“不动道场东方成邱墟，琉璃世界西向现弥陀。”殿内供奉彩塑观音菩萨坐像。殿前有两株古银杏，种植于约12至13世纪。 [1]
- 药师殿：原称“大悲阁”，殿内供奉药师佛，两厢供奉十二药叉神像。[2]
- 灵塔：多座，其中两座位于寺后山上。还有一座靠近寺院。